# Технологическая дорожная карта
Технологическая дорожная карта (англ. Technology Roadmap) — краткосрочный или долгосрочный план выпуска производителем какого-либо продукта. Чаще всего это новая версия или развитие уже известного продукта, изменений в котором ждут потребители. Технологическая дорожная карта может содержать средства, подходы или пути, необходимые для достижения поставленных целей. Как правило, понятие «Технологическая дорожная карта» применяется к новому продукту, процессу или разрабатываемой технологии. Созданная карта имеет три направления использования. Она помогает достичь консенсуса в отношении набора потребностей и технологий, необходимых для удовлетворения этих потребностей; она обеспечивает механизм для помощи в прогнозировании процесса разработки технологии; она служит основой для помощи в планировании и координации технических разработок.
Наиболее обыкновенна публикация карт для программных продуктов, поскольку технологическая дорожная карта описывает поэтапный процесс, а промежуточные результаты пользователи могут опробовать только в этом случае. Наличие менеджеров по продуктам в индустрии по производству программного обеспечения свидетельствует о том, что программное обеспечение, его производство и продажа, стали такими же коммерческими, как и «стандартные» продукты и товары.
Этот менеджер несет ответственность за целую линейку программного обеспечения для управления требованиями, определяет продукты и их релизы. В этом контексте, составление дорожной карты для продукта могут быть использованы в помощь менеджерам программных продуктов в области планирования и размещения своих продуктов с использованием научных и технологических ресурсов. Для управления и использования технологических ресурсов может быть использована технология планирования.